# 阿尔图·戈麦斯
阿尔图·戈麦斯（1984年2月12日—），出生于冈比亚班珠尔，冈比亚足球运动员，他曾经是曼联和冈比亚国家队的成员，现在是一个自由球员。

## 职业生涯
戈麦斯的职业生涯开始于冈比亚球队班珠尔老鹰，并在2001年7月加盟英超班霸曼联，成为曼联签下的第一名冈比亚球员。第二年他又被曼联租借到皇家安特卫普队锻炼，但他的表现一般，2004赛季，董芳卓的到来使他失去了球队位置。在2005年，他加盟另一支比利时球队德塞尔体育，但没有获得出场机会。2006年5月25日，戈麦斯来到中国，加盟当时志在冲超的河南建业。戈麦斯在当赛季出场13次打进6球，帮助河南建业队升级成功。2007赛季中超联赛第四轮后，河南建业再次和戈麦斯签约，以改变球队“锋无力”的局面，但戈麦斯出场12次仅打进2球。赛季结束后，他离开中国，现在是一名自由球员。

## 荣誉
- 中国足球甲级联赛冠军：2006